# Brandon Brown (cestista 1991)
Brandon Dwayne Brown (Phoenix, 18 settembre 1991) è un cestista statunitense.

## Palmarès
- Coppa di Bulgaria: 2

Rilski Sportist: 2021, 2022